# Штепівський район
Штепівський райо́н — колишній район Сумської округи, Харківської і Сумської областей.

## Історія
Утворений 7 березня 1923 з центром в Штепівці у складі Сумської округи Харківської губернії з Штепівської, Марківської, Верхосульської, Луциківської і Павленківської волостей, з с. Дмитрівка Зеленківської волості.
5 січня 1925 до району приєднані Васіленківська, Грунська і Катеринославська сільради розформованого Михайлівського району.
15 вересня 1930 після скасування округ підпорядковується безпосередньо Українській РСР.
3 лютого 1931 розформований з віднесенням території до Ульянівського району.
17 лютого 1935 утворений знову в складі Харківської області. До складу району увійшли Штепівська, Голубівська, Печищанська, Сиробабинська, Майдаківська, Радянська, Павленківська, Грунська, Катеринівська, Гринцівська, Дмитрівська, Валіївська та Василівська сільські ради зі складу Ульянівського району.
3 червня 1935 до району приєднані Марківська, Луциківська і Верхосульська сільради Ульянівського району.
10 січня 1939 перейшов до складу новоутвореної Сумської області.
Розформований 7 червня 1957. Василівська, Голубівська, Гринцівська, Катеринівська, Майдаківська, Павленківська, Печищанська, Сиробабинська і Штепівська сільради перейшли до Лебединського району; Верхосульська, Луциківська і Марківська сільради перейшли до Улянівського району.